# Slovénie au Concours Eurovision de la chanson junior
La Slovénie participe au Concours Eurovision de la chanson junior, depuis sa douzième édition en 2014.

## Participation
La première participation slovène au concours est annoncée le 19 août 2014 par le radiodiffuseur public du pays Radiotelevizija Slovenija (RTVSLO), membre de l'Union européenne de radio-télévision (UER).
En mai 2016, RTVSLO annonce son retrait du concours pour la première fois depuis ses débuts en 2014. La raison évoquée est le changement de règles qui est appliquée pour cette 14e édition du concours, sans préciser quelle est la nouvelle règle qui a influé sur le désistement du radiodiffuseur.

## Représentants
| Année                | Artiste        | Titre                 | Langue                    | Traduction en français        | Place | Points |
| -------------------- | -------------- | --------------------- | ------------------------- | ----------------------------- | ----- | ------ |
| 2014                 | Ula Lozar      | Nisi sam (Your Light) | Slovène                   | Tu n'es pas seul (Ta lumière) | 12    | 29     |
| 2015                 | Lina Kuduzović | Prva ljubezen         | Slovène, anglais, italien | Premier amour                 | 03    | 112    |
| Retrait depuis 2016. |                |                       |                           |                               |       |        |

- Première place
- Deuxième place
- Troisième place
- Dernière place

## Galerie

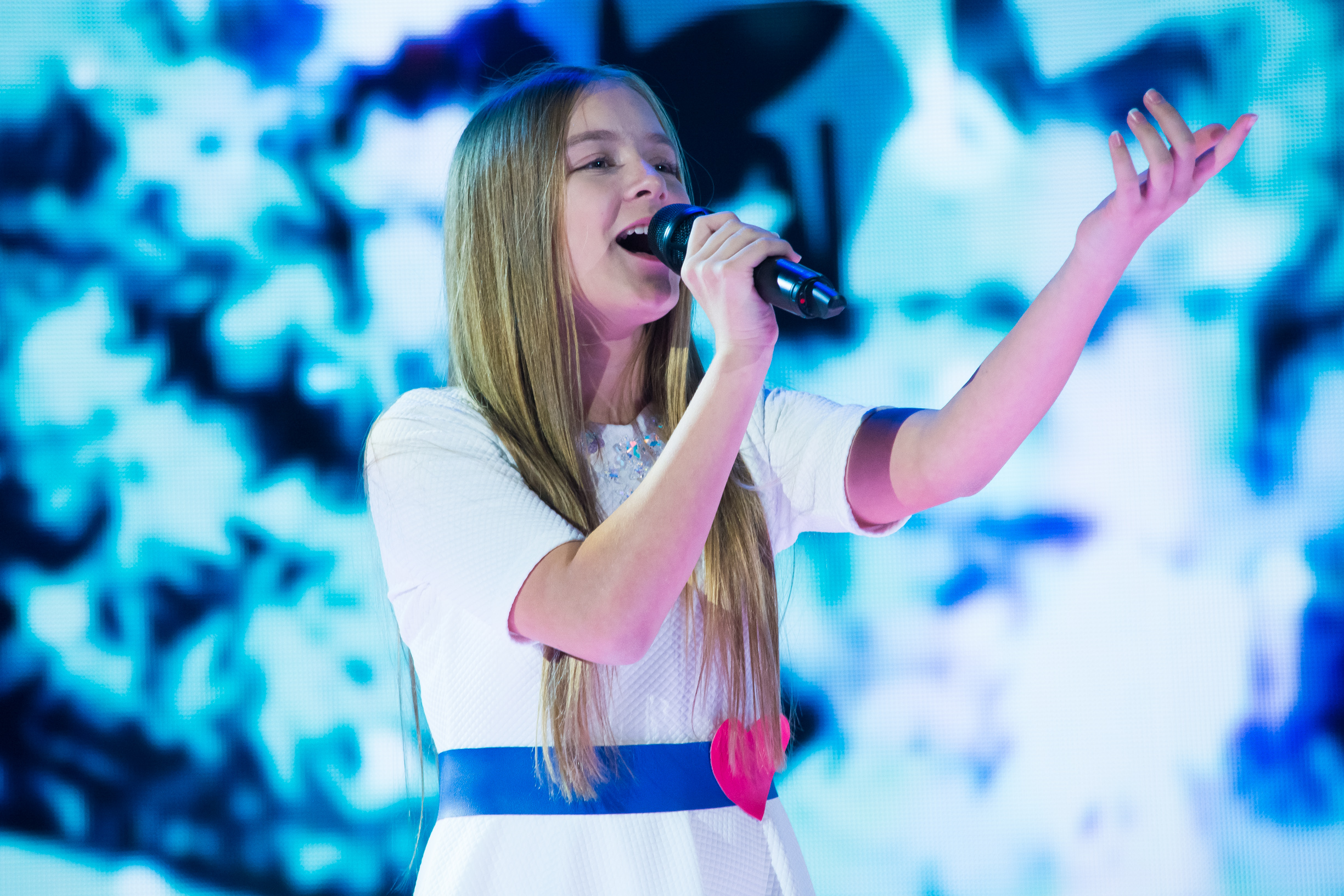
Lina Kuduzović à Sofia (2015)